# Staňkov
Staňkov − miasto w Czechach, w kraju pilzneńskim.
Według danych z 31 grudnia 2003 powierzchnia miasta wynosiła 2 049 ha, a liczba jego mieszkańców 3 026 osób.

## Demografia
| Rok             | 1970  | 1980  | 1991  | 2001  | 2003  |
| --------------- | ----- | ----- | ----- | ----- | ----- |
| Liczba ludności | 3 402 | 3 473 | 3 199 | 3 066 | 3 026 |